# 7. Goya-gála
A 7. Goya-gála során az 1992-ben bemutatott spanyol filmeket értékelték. A jelölteket az Academy of Cinematographic Arts and Sciences of Spain választotta ki. A madridi Palacio de Congresosban tartott ceremóniát az Televisión Española közvetítette 1993. március 13-án. A műsor házigazdája Imanol Arias volt. A gála során Imanol Arias kapta meg a tiszteletbeli Goya-díjat.

## Győztesek és jelöltek
A nyertesek félkövérrel jelölve.

### Fő díjak
| Legjobb film | Legjobb rendező |
| --- | --- |
| - Belle epoque - Tőrbe csalva - Sonka, sonka | - Fernando Trueba — Belle epoque - Bigas Luna — Sonka, sonka - Pedro Olea — Tőrbe csalva |
| Legjobb férfi főszereplő | Legjobb női főszereplő |
| - Alfredo Landa — La marrana - Jorge Sanz — Belle epoque - Javier Bardem — Sonka, sonka                                                                       | - Ariadna Gil — Belle epoque - Penélope Cruz — Sonka, sonka - Assumpta Serna — Tőrbe csalva |
| Legjobb férfi mellékszereplő | Legjobb női mellékszereplő |
| - Fernando Fernán Gómez — Belle epoque - Gabino Diego — Belle epoque - Enrique San Francisco — Orquesta Club Virginia                                         | - Chus Lampreave — Belle epoque - Mary Carmen Ramírez — Belle epoque - Pastora Vega — Demasiado corazón |
| Legjobb eredeti forgatókönyv | Legjobb adaptált forgatókönyv |
| - Belle epoque — Rafael Azcona, José Luis García Sánchez, Fernando Trueba - Sonka, sonka — Cuca Canals, Bigas Luna - Tehenek — Julio Médem, Michel Gaztambide | - Tőrbe csalva — Antonio Larreta, Pedro Olea, Arturo Pérez-Reverte, Francisco Prada - El laberinto griego — Rafael Alcázar, Manuel Vázquez Montalbán - Yo me bajo en la próxima, ¿y usted? — Adolfo Marsillach |
| Legjobb iberoamerikai film | Legjobb európai film |
| - Egy hely a világban — Argentína - Szeress Mexikóban — Mexikó - Disparen a matar — Venezuela                                                                 | - Indokína — Franciaország - Titkos hadsereg — Egyesült Királyság - Lim-lom — Egyesült Királyság |
| Legjobb új rendező | |
| - Tehenek — Julio Médem - Mutáns akció — Álex de la Iglesia - Sublet — Chus Gutiérrez                                                                         | |

### Egyéb díjak
| Legjobb operatőr | Legjobb vágás |
| --- | --- |
| - Belle epoque — José Luis Alcaine - Sonka, sonka — José Luis Alcaine - Tőrbe csalva — Alfredo F. Mayo - La marrana — Hans Burmann                                                        | - Belle epoque — Carmen Frías - Tőrbe csalva — José Salcedo - Mutáns akció — Pablo Blanco                                                                                                |
| Legjobb látványtervezés | Legjobb gyártásvezető |
| - Belle epoque — Juan Botella Ruiz-Castillo - Tőrbe csalva — Luis Vallés - Mutáns akció — José Luis Arrizabalaga                                                                          | - Mutáns akció — Esther García - Belle epoque — Cristina Huete - Tőrbe csalva — Antonio Guillén Rey                                                                                      |
| Legjobb hang | Legjobb vizuális effektusok |
| - Orquesta Club Virginia — Julio Recuero, Gilles Ortion, Enrique Molinero, José Antonio Bermúdez - Belle epoque — Georges Prat, Alfonso Pino - Sonka, sonka — Miguel Rejas, Ricard Casals | - Mutáns akció — Olivier Gleyze, Yves Domenjoud, Jean-Baptiste Bonetto, Bernard Andre Le Boette, Emilio Ruiz, Hipólito Cantero - Tehenek — Reyes Abades - Demasiado corazón — Lee Wilson |
| Legjobb jelmeztervezés | Legjobb smink |
| - Tőrbe csalva — Javier Artiñano - Belle epoque — Lala Huete - A névtelen királynő — Yvonne Blake                                                                                         | - Mutáns akció — Paca Almenara - Belle epoque — Ana Ferreira, Ana Lorena - Tőrbe csalva — Romana González, Josefa Morales                                                                |
| Legjobb rövidfilm | Legjobb rövid dokumentumfilm |
| - El columpio - Huntza - Oro en la pared | - Primer acorde - Manualidades |
| Legjobb eredeti filmzene | |
| - Tőrbe csalva — José Nieto - Belle epoque — Antoine Duhamel - Tehenek — Alberto Iglesias                                                                                                 | |

## Fordítás
- Ez a szócikk részben vagy egészben  a(z)   7th Goya Awards című angol Wikipédia-szócikk fordításán alapul.  Az eredeti cikk szerkesztőit annak laptörténete sorolja fel. Ez a jelzés csupán a megfogalmazás eredetét és a szerzői jogokat jelzi, nem szolgál a cikkben szereplő információk forrásmegjelöléseként.